# Kingdom Hearts 3D: Dream Drop Distance
Kingdom Hearts 3D: Dream Drop Distance (jap. キングダム ハーツ 3D [ドリーム ドロップ ディスタンス] Kingudamu Hātsu Surī Dī [Dorīmu Doroppu Disutansu]) – japońska komputerowa gra fabularna wydana w 2012 roku przez Square Enix. Jest to siódma gra z japońskiej serii Kingdom Hearts, wydana wyłącznie na konsolę Nintendo 3DS. Za grę odpowiada twórca wszystkich poprzednich części – Tetsuya Nomura.

## Fabuła
Fabuła Dream Drop Distance skupia się na egzaminie Znaku Mistrzostwa (ang. Mark of Mastery) Sory i Riku, który został zapowiedziany przez Yen Sida w sekretnym zakończeniu Kingdom Hearts Re:coded. Ta decyzja została podjęta, gdy czarodziej odkrył, że śmierć głównych antagonistów serii – Ansema z Kingdom Hearts i Xemnasa z Kingdom Hearts II, doprowadzi do odrodzenia się głównego antagonisty Kingdom Hearts Birth by Sleep – Mistrza Xehanorta. Żeby go pokonać, główni bohaterowie muszą zostać pełnoprawnymi Mistrzami Keyblade'a. Zakończenie Dream Drop Distance doprowadzi prosto do zapowiedzianej trzeciej części serii.

## Produkcja
Pierwszy zwiastun gry został zaprezentowany na targach E3 w 2010 roku, wraz z roboczym tytułem Kingdom Hearts 3D. 18 stycznia 2011, na Square Enix 1st Production Department Premier na Toho Cinemas w Tokio, ujawniono pełny tytuł gry: Kingdom Hearts 3D: Dream Drop Distance.